# Kim Namgil
Kim Namgil koreaiul: 김남길 (Szöul, Dél-Korea, 1981. március 13.) dél-koreai színész, zenész.

## Élete
Hagyományos dél-koreai családban nőtt fel. Édesanyja háztartásbeli, édesapja vállalkozó, egy testvére van. Középiskolai tanulmányait a  Han Jong Középiskolában kezdte. Középfokú tanulmányait befejezvén a Mjong Csi Főiskolára ment, ahol a "Színház és televíziózás" szakot vette fel. Bár érdeklődése igen élénknek bizonyult, az első két évet követően ott hagyta a főiskolát.

## Karrierje
Először 1998-ban debütált a televízióban egy jelentéktelen kis szereppel, a KBS csatorna School 1 című sorozatában, Minszu karakterével. Öt évvel később az MBC Televíziónál kapott munkalehetőséget, és ez alatt számos produkcióban kapott kisebb feladatokat. 2005-ben karrierjének előmozdítása végett nevet változtatott és felvette a sokkal egzotikusabban hangzó I Han nevet. De ez sem váltotta be az áhított változást. 2006-ban drasztikus elhatározást hozott karrierje érdekében. Elvállalta a No Regret című film homoszexuális karakterének (Szong Dzsemin) főszerepét. A koreai kritika ellentmondásosan fogadta a filmet, de még a kritikusok is elismerték alakítását. Annak ellenére, hogy a film nem kapott nagy figyelmet, új ajtókat nyitott meg Kim előtt. Visszatért gyökereihez, a televíziózáshoz. 2008-ban elhagyta művésznevét és újra születési nevét használta. Ugyanebben az évben újabb főszerepet kapott a Portrait of a Beauty című történelmi drámában.
Ez volt az első alkalom, amikor Kim történelmi drámában szerepelt, és ez a későbbiekben nagy előrelépést jelentett számára. A filmnek köszönhetően a sajtó figyelmének középpontjába került.
2009-ben az MBC útjára indította történelmi sorozatát The Great Queen Seondeok (A Silla királyság ékköve) címen. Az őáltala játszott karakter (Bidam) csak a sorozat egyharmadánál tűnt fel, de a producerek úgy gondolták ez a karakter lehet a sorozat titkos fegyvere, ezért hatalmas médiakampány keretein keresztül léptették be a sorozatba. A Silla királyság ékköve 2009 legnézettebb sorozata lett Koreában. Felmérések szerint, Bidam karakterének színre lépése után, átlagosan 40%-kal nőtt a sorozat nézettsége.[forrás?] A sorozat népszerűségének köszönhetően Kim népszerűsége is megnőtt. Megszavazták a legszexibb koreai férfinak[forrás?] és számos díjjal jutalmazták. 
2010-ben elvállalt egy másik főszerepet a Bad Guy című krimisorozatban, de ennek forgatását csak szakaszosan tudta teljesíteni, mivel 2 éves kötelező sorkatonai szolgálatát teljesítette, amelyet 2010. július 15-én kezdett meg.

## Filmográfia

### Filmek
- 2006 Don't Look Back (Ne csongdzsunege toham) (Szuku)
- 2006 No Regret (Huhuhadzsi anha) (Szong Csemin)
- 2008 Modern Boy (Modonboi) (Hidaka Sinszuke)
- 2008 Public Enemy Returns (Kang csoldzsung: Public Enemy) (Munszu)
- 2009 Egy szépség portréja / Portrait of a Beauty (Miindo) (Kangmu)
- 2009 Handphone (Csang Junho)
- 2010 Lovers Vanished (Pokpungjoenya) (Szuin)
- 2014 Kalózok (Őrült Tigris)
- 2015 The Shameless (Jung Jae-Gon)
- 2015 A barackvirág éneke (Hungszon nagyherceg)
- 2016 Pandora (Jae-Hyeok)
- 2016 A Murderer's Guide to Memorization (Tae-Joo)
- 2016 My Angel (Gang-Soo)

### Televíziós sorozatok
- 2004 Sweet Buns (Tanpat bbang) (Hong Hjedzsan szerelme)
- 2006 Goodbye, Solo (Kutbai Solro) (Ju Csian)
- 2007 Lovers (Jonin) (Teszan)
- 2007 When Spring Comes (Kkotpinun pomi omjon) (Kim Csungi)
- 2009 A Silla királyság ékköve / The Great Queen Seondeok (Szondok Jovang) (Bidam)
- 2010 Bad Guy (Nabbun Namdzsa) (Konok)
- 2013 Shark (The Legend of Orpheus) (Han Yi Soo)